# Grand Prix van Monaco 1929

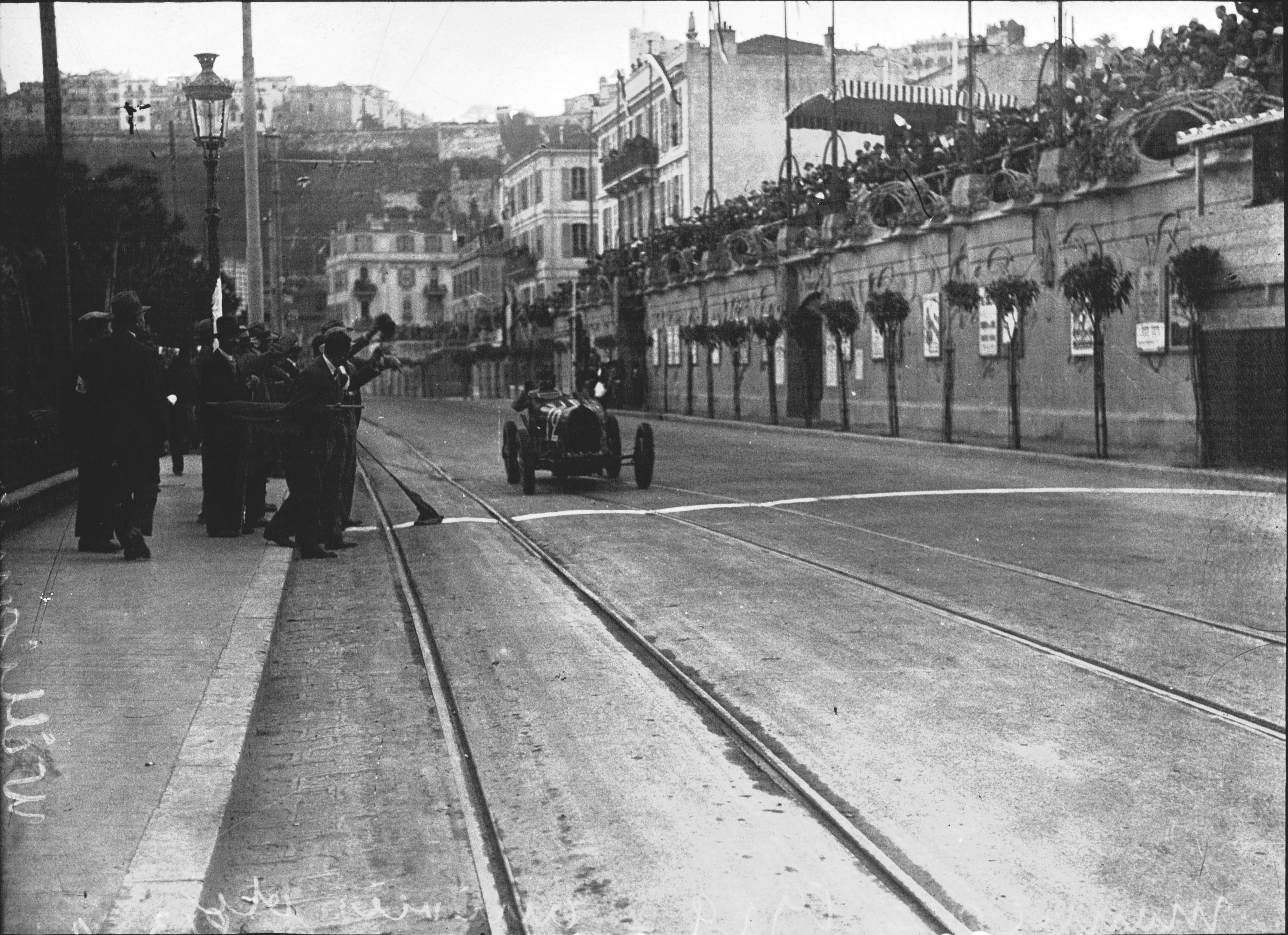
William Grover-Williams komt als eerste over de finish in een Bugatti Type 35.

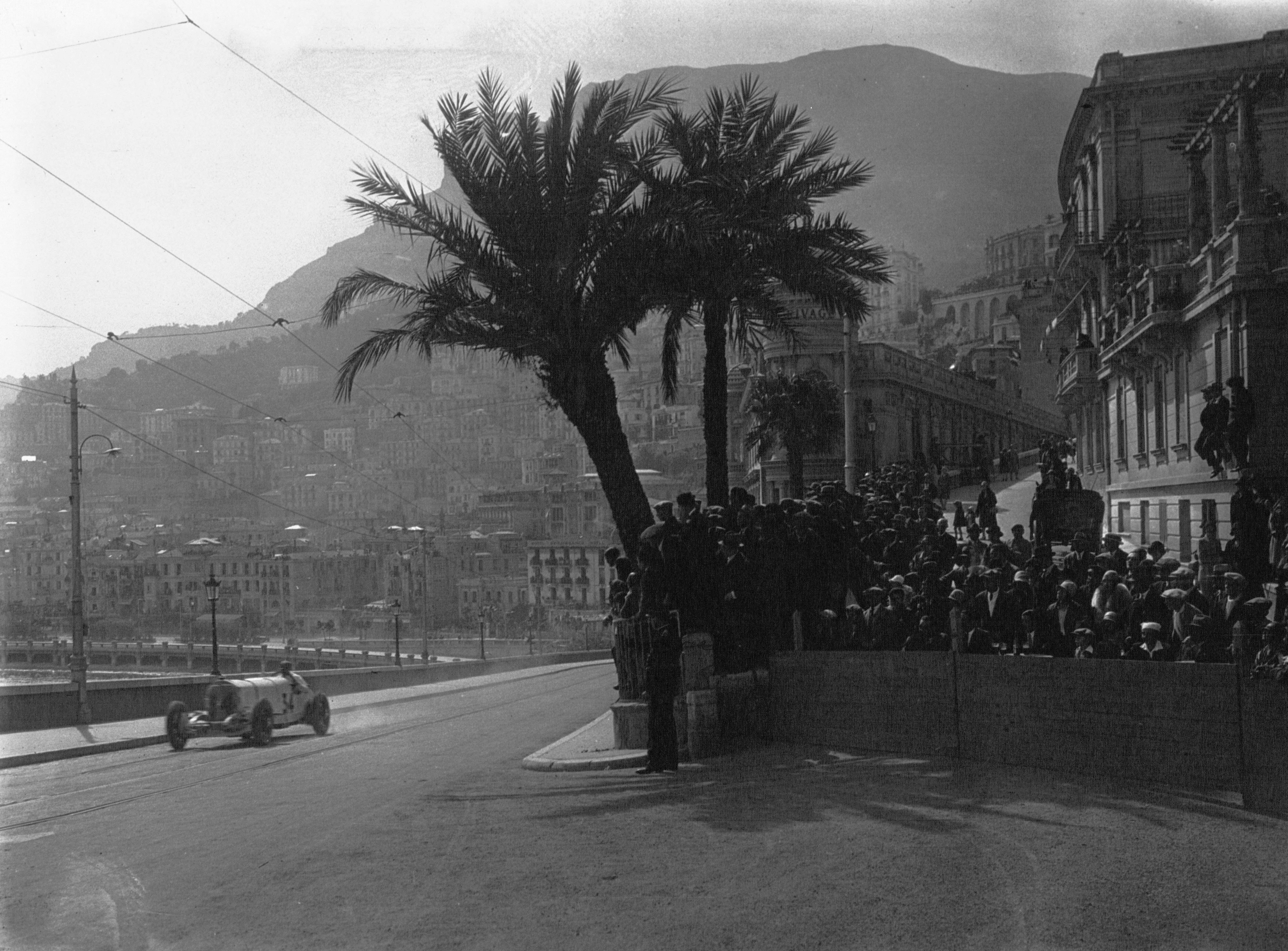
Rudolf Caracciola (links) werd derde, in een Mercedes-Benz SSK.

De Grand Prix Formule 1 van Monaco 1929 werd gehouden op 14 april. Het was de allereerste Grand Prix in Monaco die vanaf dat moment bijna elk jaar gereden zou worden. De term Grand Prix gold toen trouwens nog niet voor deze race omdat het toen nog geen officiële Grand Prix was maar eigenlijk een Formula Libre waarbij ook geen eisen aan de auto's werden gesteld. Er werden zestien coureurs uitgenodigd. De race werd gewonnen door William Grover-Williams in een Bugatti Type 35.
De race vond plaats op initiatief van de rijke sigarettenfabrikant Antony Noghès, die eerder, samen met enkele van zijn vrienden, de Automobile Club de Monaco had opgericht en betrokken was geweest bij de organisatie van de eerste Rally van Monte Carlo in 1911. Met steun van prins van Monaco Lodewijk II van Monaco en Monegaskisch autocoureur Louis Chiron (die zelf niet meedeed) kon de Grand Prix plaatsvinden. De race zou vooral een strijd tussen William Grover-Williams en Rudolf Caracciola worden.

## Verloop van de race
De startposities werden bepaald door loting. De auto's werden bij de start in drie rijen opgesteld. De deelnemers moesten 100 rondes over het circuit rijden. Williams startte vanaf plek vijf en wist vrijwel meteen de leiding te nemen. Zijn grote rivaal Rudolf Caracciola moest genoegen nemen met plek vijftien. Caracciola wist echter al in de eerste ronde op te klimmen naar de tweede plek. Deze tweede plek hield hij vast, zelfs ondanks dat hij een keer de macht over het stuur verloor en in draai terecht kwam. In de dertigste wist Caracciola de auto van Williams zelfs in te halen en de koppositie tot de 36e ronde vast te houden. Halverwege de race moest Williams tanken en reed Caracciola weer voorop. Twee rondes later moest ook hij tanken. Hij keerde terug op het circuit om vrij snel weer te stoppen voor een bandenwissel waardoor hij op de vierde plek terecht kwam, achter Williams, Georges Bouriano en Philippe de Rothschild. Philippe moest vervolgens zelf tanken waardoor Caracciola op de derde plek terecht kwam. Williams en Bouriano lagen echter te ver voor en konden niet meer ingehaald worden maar ze zouden toch alle drie met slechts enkele seconden afstand over de finish komen.
Na 3 uur en 56 minuten kwam William Grover-Williams als eerste over de finish, direct gevolgd door Georges Bouriano en Rudolf Caracciola. Philippe de Rothschild, René Dreyfus en Philippe Étancelin lagen een paar rondes achter. Dertig minuten later werd de race stilgelegd. Er waren toen nog drie andere coureurs in het spel en zes anderen waren reeds door pech of een ongeluk al niet meer op de weg. Williams won een prijs van 100.000 Franse frank.
1929 · 1930 · 1931 · 1932 · 1933 · 1934 · 1935 · 1936 · 1937 · 1948 · 1950 · 1955 · 1956 · 1957 · 1958 · 1959 · 1960 · 1961 · 1962 · 1963 · 1964 · 1965 · 1966 · 1967 · 1968 · 1969 · 1970 · 1971 · 1972 · 1973 · 1974 · 1975 · 1976 · 1977 · 1978 · 1979 · 1980 · 1981 · 1982 · 1983 · 1984 · 1985 · 1986 · 1987 · 1988 · 1989 · 1990 · 1991 · 1992 · 1993 · 1994 · 1995 · 1996 · 1997 · 1998 · 1999 · 2000 · 2001 · 2002 · 2003 · 2004 · 2005 · 2006 · 2007 · 2008 · 2009 · 2010 · 2011 · 2012 · 2013 · 2014 · 2015 · 2016 · 2017 · 2018 · 2019 · 2020 · 2021 · 2022 · 2023 · 2024 · 2025